# Hypsoides conglomerata
Hypsoides conglomerata är en fjärilsart som beskrevs av Charles Oberthür. Hypsoides conglomerata ingår i släktet Hypsoides och familjen tandspinnare. Inga underarter finns listade i Catalogue of Life.